# 布坎南街

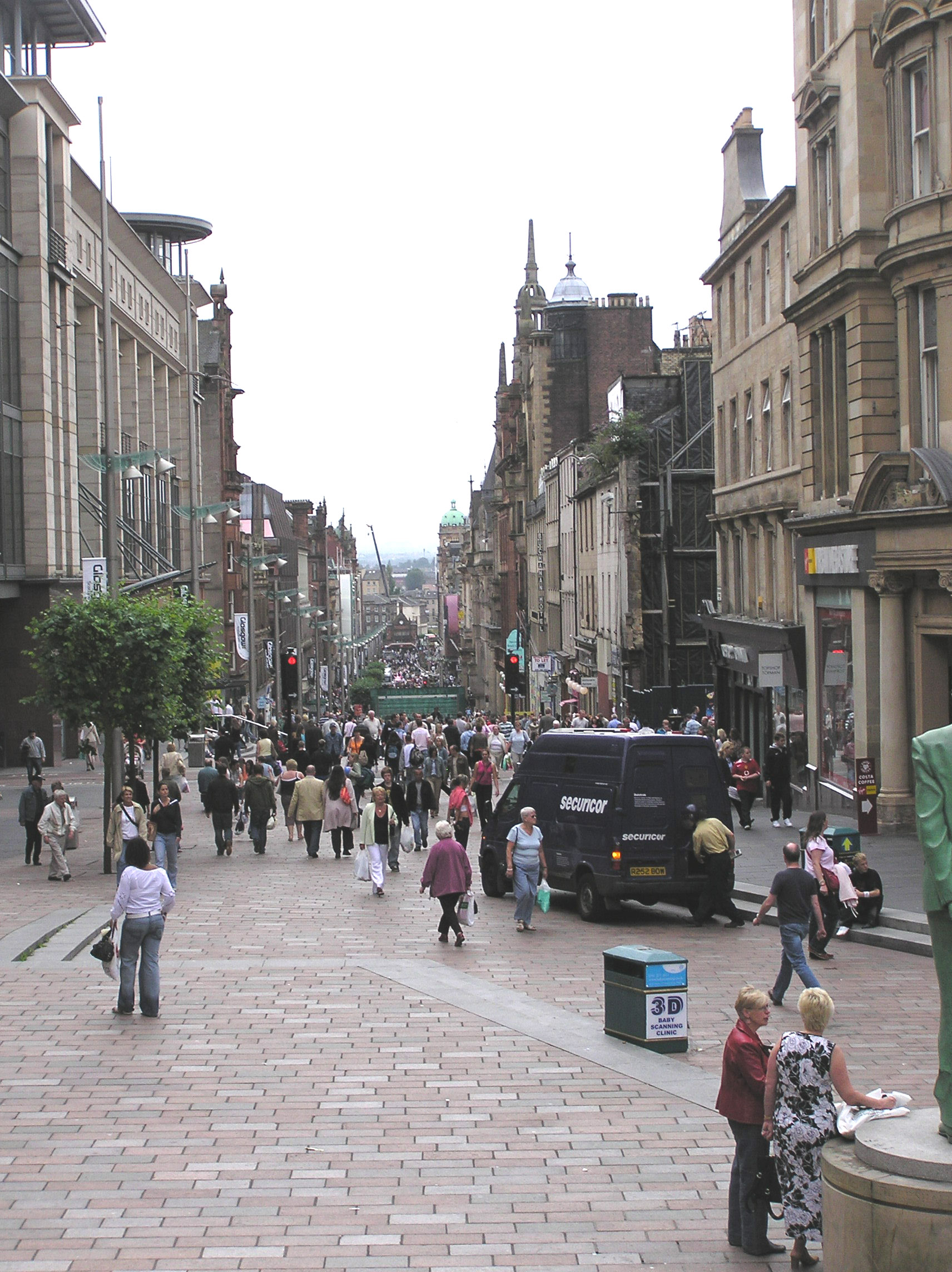
布坎南街

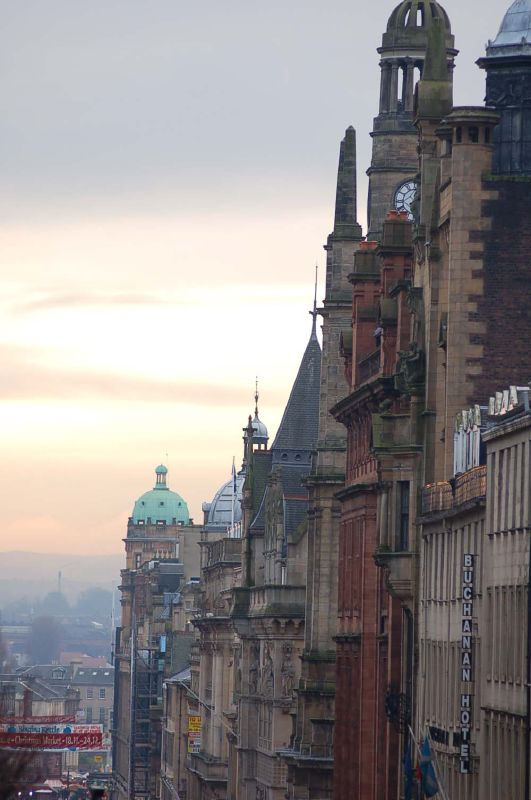
布坎南街以维多利亚式建筑著称

布坎南街（Buchanan Street）是苏格兰最大城市格拉斯哥的主要购物街之一，格拉斯哥著名的购物区的中心，两侧的店铺比它的两个邻居阿盖尔街（Argyle Street）和苏式赫尔街（Sauchiehall Street）更为高档。

## 历史
布坎南街北部和东北部的的土地曾经属于布坎南街火车站。这座车站在1966年关闭。皇后街火车站就在布坎南街东面，而布坎南街地铁站就在布坎南街北端下面。圣伊诺克（St. Enoch）地铁站位于布坎南街南端。 
北端的布坎南汽车站开放于1978年，同时布坎南街在巴斯街与亚皆老街之间改为步行街。自格拉斯哥海陆空军供应站（NAAFI）和火车站关闭后，这条街的最北段经营不善，但自1990年格拉斯哥皇家音乐厅（Glasgow Royal Concert Hall），以及1998年毗邻的布坎南长廊（Buchanan Galleries）购物中心陆续兴建后，又有改善。1999年，整条街重铺优质花岗岩和醒目的蓝色霓虹灯。令人印象深刻的维多利亚式建筑和现代城市设计的组合，使布坎南街击败都柏林的奥康内尔街（O'Connell Street）和伦敦的摄政街、波特兰广场（Portland Place），赢得了2008年城市化学会的伟大街道奖（Great Street Award）。亚皆老街与圣文森特街之间一段尤其流行街头艺术。 
Anderston汽车站关闭后，巴士站加以重建，并成为市中心主要的巴士总站。更名为“布坎南汽车站”，因为兴建音乐厅的缘故，已经与街道本身有一段距离。
2002年5月，首相布莱尔在这条街北端设立已故政治家唐纳德·杜瓦（Donald Dewar）雕像。这尊雕像被批评为丑陋，并一再遭到破坏，导致它被放在一个凸起的基座加以保护。

## 位置
布坎南街为南北走向，北起与苏式赫尔街交界，北端是布坎南长廊和格拉斯哥皇家音乐厅。王子广场（Princes Square）商场和福来莎百货（House of Fraser）公司的一个旗舰店在南段彼此相对，最后在南端与亚皆老街（Argyle Street）交汇，即圣伊诺克广场（St. Enoch Square）的北面。布坎南街现在完全是步行街，但与它交会的街道（巴斯街，佐治街，圣文森特街，亚皆老街）则不是。 
布坎南街穿过曼德拉广场（以前南非总统命名），那里有St George's-Tron 教堂和格拉斯哥证券交易所大楼，皇家交易广场，现在设有格拉斯哥现代艺术美术馆。